# Peter Brabrook
Peter Brabrook, né le 8 novembre 1937 à Greenwich à Londres (Angleterre) et mort le 10 décembre 2016, est un footballeur anglais, qui évoluait au poste d'ailier à Chelsea et en équipe d'Angleterre.

## Biographie
Brabrook n'a marqué aucun but lors de ses trois sélections avec l'équipe d'Angleterre entre 1958 et 1960.

## Carrière
- 1954-1962 : Chelsea
- 1962-1968 : West Ham United
- 1968-1971 : Leyton Orient

## Palmarès

### En équipe nationale
- 3 sélections et 0 but avec l'équipe d'Angleterre entre 1958 et 1960.

### Avec Chelsea
- Vainqueur du Championnat d'Angleterre de football en 1955.

### Avec West Ham
- Vainqueur de la Coupe d'Europe des Vainqueurs de Coupe en 1965.
- Vainqueur de la Coupe d'Angleterre de football en 1964.
- Finaliste de la Coupe de la ligue anglaise de football en 1966.